# Giorgio Giorgi
Giorgio Giorgi (Firenze, 16 settembre 1836 – Roma, 19 febbraio 1915) è stato un giurista e politico italiano.

## Biografia

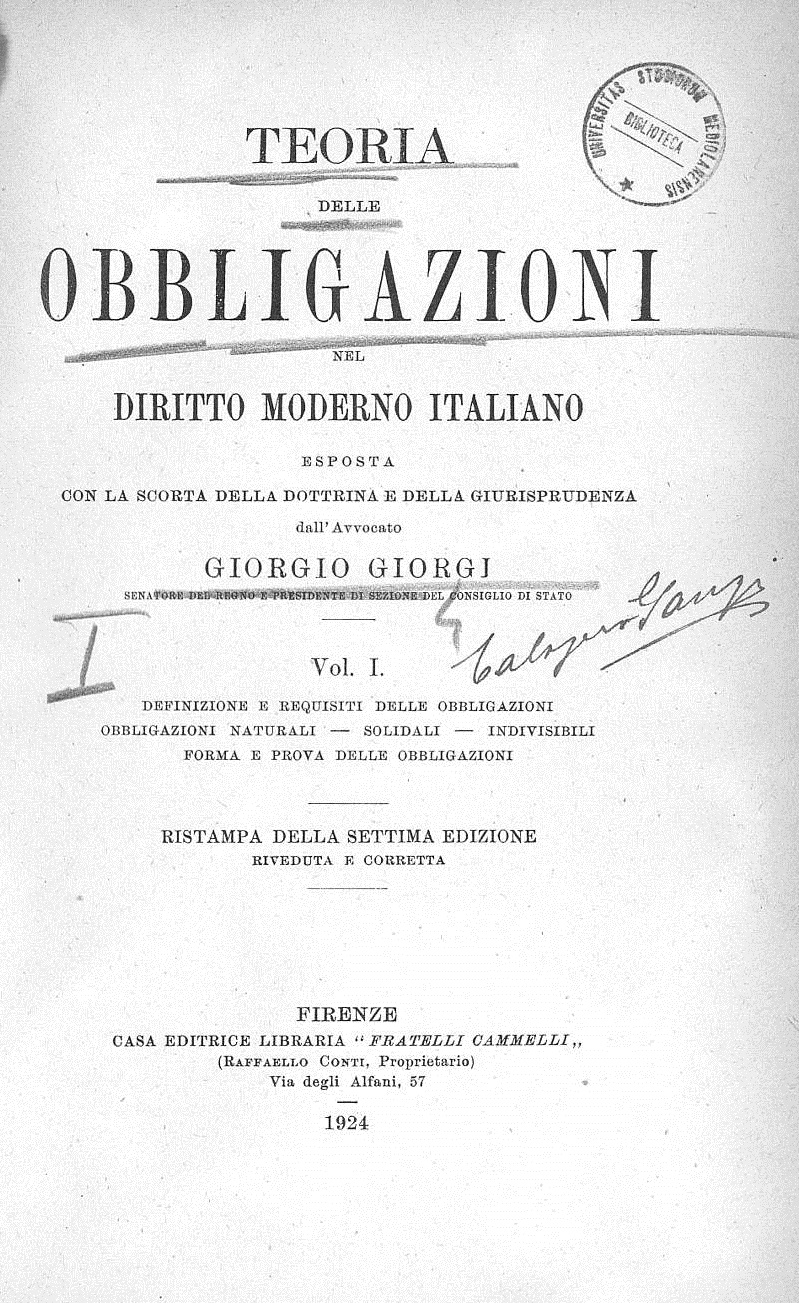
Teoria delle obbligazioni nel diritto moderno italiano, 1924

Fu senatore del Regno d'Italia nella XVIII legislatura.
Avviato come faccendiere per le antiche fornaci Giorgi di Ferentino, si diresse verso gli studi giuridici, arrivando a tenere gli uffici di giudice di tribunale civile e di commercio, e fu consigliere di Corte d'appello.
Autore d'importanti volumi di diritto civile e di numerosi saggi civili ed amministrativi, sarà nominato senatore del Regno nel 1892; fu anche nominato prima presidente di sezione del Consiglio di Stato nel novembre 1896 e poi presidente dell'intero consesso.